# Енрік Гальєго
Енрік Гальєго (ісп. Enric Gallego, нар. 12 вересня 1986, Барселона) — іспанський футболіст, нападник клубу «Осасуна».

## Ігрова кар'єра
Народився 12 вересня 1986 року в місті Барселона.
У дорослому футболі дебютував 2006 року виступами за команду «Буен Пастор». Протягом наступного десятиріччя пограв за низку нижчолігових іспанських команд. 2018 року у складі «Екстремадури» здобув підвищення в класі до Сегунди. Провівши лише половину сезону у другому іспанському дивізіоні, був помічений представниками вищолігової «Уеска» і 2019 року у віці 32 років дебютував у Ла-Лізі у складі цієї команди.
Влітку того ж 2019 року перейшов до «Хетафе», з якого за півроку був відданий в оренду до «Осасуни», що стала для футболіста, який до 30 років грав не вище третього дивізіону іспанського футболу, вже третьою вищоліговою командою у кар'єрі.